# Даниель, Франтишек
Франтишек Даниель (чеш. František Daniel, англ. Frank Daniel; 14 апреля 1926, Колин, Чехословакия — 29 марта 1996, Палм-Спрингс, США) — чешско-американский режиссёр, продюсер, сценарист и педагог. Известен разработкой парадигмы последовательности в сценарном искусстве.

## Биография
Один из первых иностранцев, окончивших ВГИК в Москве. До эмиграции сотрудничал со многими режиссёрами в создании 40 чехословацких фильмов, среди них — награждённый «Оскаром» «Магазин на площади» (Obchod na korze). Также пользовалась популярностью его комедия «Где чёрту не под силу» (Kam čert nemůže). Преподавал на факультете кино FAMU в Праге.
После «пражской весны» в 1969 году эмигрировал в США, где продолжил преподавать и популяризировать авторский кинематограф. Стоял у истоков и возглавлял Американский институт киноискусства. Преподавал также в Колумбийском университете. В 1981 году вместе с Робертом Редфордом основал Институт «Сандэнс» (англ. Sundance Institute) и в течение 10 лет был его художественным директором.
Дэвид Линч вспоминает, что именно Даниель познакомил его с творчеством Гоголя.

## Фильмография
- Není stále zamračeno (1950), автор
- Dobrý voják Švejk (1956), сопродюсер
- Roztržka (1956), сопродюсер
- Snadný život (1957), сопродюсер
- O věcech nadpřirozených (1958), сценарий
- Tři přání (1958), сопродюсер
- Kam čert nemůže (1959), автор
- Spadla z Měsíce (1961), автор
- Hledá se táta (1961), режиссёр/автор
- Prosím, nebudit (1962), автор
- Deštivý den (1962), сценарий
- Letos v září (1963), режиссёр
- Komedie s Klikou (1964), сценарий
- Dva tygři (1966), сценарий
- Poslední růže od Casanovy, автор
- Přísně tajné premiéry (1967), сценарий
- Obchod na korze (1968), продюсер
- In the Wee Wee Hours… (1987), продюсер